# Кагадеев, Андрей Владимирович
Андре́й Влади́мирович Кагаде́ев (сценический псевдоним Хафизулла Улсанбаирович Сагитдулов; родился 9 июля 1961 года в Москве) — советский и российский рок-музыкант, бас-гитарист, основатель и лидер группы «НОМ».

## Биография
Родился в Москве 9 июля 1961 года. Детство и юность провёл в городе Пушкине со своим братом Сергеем Кагадеевым. В старших классах играл на гитаре в школьном ансамбле вместе с будущим первым барабанщиком группы «НОМ» Николаем Родионовым.
Учился в Ленинградском механическом институте по специальности инженер-радиомеханик, где познакомился с Сергеем Бутузовым и Дмитрием Тихоновым. Вместе с ними и со своим братом Сергеем образовал группу «НОМ». Является основным автором музыки и текстов группы, бас-гитаристом, ксилофонистом, бэк-вокалистом. После раскола «НОМа» на две части в 1997 году («НОМ-Жир» и «НОМ-EURO») возглавил коллектив «НОМ-Жир».
Является режиссёром и основным сценаристом кинопостановок группы. Профессионально занимается живописью, вместе с Николаем Копейкиным и Владимиром Медведевым входит в объединение «Колдовские художники». Пишет прозу, стихи, драматургию.

## Литературные произведения
- Страус (в соавторстве с Сергеем Бутузовым)
- Супертексты (Тексты песен группы «Н. О. М.»)
- Танец Ханумана (в соавторстве с Сергеем Бутузовым) (1997)
- Чудовища (в соавторстве с Сергеем Бутузовым) (2000)
- Реальные стихи (Сборник стихов, текстов песен и рисунков разных лет) (2004)

## Фильмы студии «НОМФИЛЬМ»
режиссёр, автор сценария А.Кагадеев
- Волшебный магнит (1992)
- Хозяева СССР, или Обезьянье рыло (1994)
- НОМ в Москве (1996)
- Сделано в Европе (1997)
- Слонёнок Гобо (1997)
- Жбан дурака (2000)
- Пасека (2001), премия фестиваля «Стык-2002»
- Геополипы (2004)
- Беларуская быль (2006)
- Фантомас снимает маску (2007)
- Коричневый век русской литературы (2008)
- Звёздный ворс (2011)
- Птицеферма (2024)